# 特內多斯島的菲尼克司
菲尼克司（希臘語：Φoινιξ , 前四世紀人物），出身於特內多斯島（Tenedos，今博兹贾岛）。
他原是歐邁尼斯的高階將領。在前321年歐邁尼斯對抗克拉特魯斯、涅俄普托勒摩斯的一場大型會戰中，菲尼克司率領左翼的部隊，因為歐邁尼斯擔心自軍的馬其頓士兵一發現敵方是深得人望的克拉特魯斯後，會立即倒戈，於是歐邁尼斯命令菲尼克司和法那巴佐斯當克拉特魯斯軍一出現，就立即率領亞細亞的部隊先攻上去，不讓自軍的馬其頓士兵看清楚敵方將領是誰。此戰中，當菲尼克司和法那巴佐斯所率的騎兵向克拉特魯斯軍發起衝鋒，使克拉特魯斯軍無法抵擋，克拉特魯斯在混戰中重傷而亡。
不久，菲尼克司在歐邁尼斯的命令下，前去討伐叛變的佩爾狄卡斯，他連夜疾行，在沒有抵擋下突襲佩爾狄卡斯的營帳，並加以俘虜。
前316年歐邁尼斯死後，他投入安提柯的帳下。但在前310年與安提柯的侄子托勒密建立密切的友誼，而被托勒密被所勸服，叛離了安提柯的陣營並加入了托勒密。當時菲尼克司統轄相當重要的赫勒斯滂弗里吉亞一帶，安提柯立即派遣兒子腓力領一支軍隊去討伐他。關於這段過程不太清楚，但菲尼克司似乎受到安提柯原諒，並得到安提柯的厚愛。在前302年的伊普蘇斯戰役前，當時菲尼克司鎮守薩第斯，但最後他投降於卡山德的將領普瑞迫勞斯（Prepelaus），之後他並沒在史書上出現了。

## 腳註
1. ↑   普魯塔克, 希臘羅馬名人傳, "Eumenes", 7
2. ↑   西西里的狄奧多羅斯, Bibliotheca, xviii. 40
3. ↑   西西里的狄奧多羅斯., xx. 19
4. ↑   西西里的狄奧多羅斯., xx. 107

## 來源
- 威廉·史密斯，《希腊羅馬的神話和傳記辭典》,  "Phoenix (2)" （页面存档备份，存于）, 波士頓, (1867)